# Olszanka (województwo małopolskie)
Olszanka (dawniej Mała Olszanka) – wieś w Polsce położona w województwie małopolskim, w powiecie nowosądeckim, w gminie Podegrodzie.

## Położenie
Miejscowość położona w dolinie rzeki Jastrzębik, w Beskidzie Wyspowym na wysokości od 320 do 430 m n.p.m. Znajduje się w odległości około 5 km od Podegrodzia i 18 km od Nowego Sącza. Zajmuje 3,22 km² (5% powierzchni gminy). Graniczy z: Naszacowicami, Olszaną, Szczereżem, Jazowskiem oraz z Kadczą.

## Części wsi
Integralne części wsi Olszanka:
przysiółkiZalas, Stanęcin, Działy
części wsiWieś, Zarzeką, Olszyny, Granica

## Toponimika nazwy
Nazwa wsi pochodzi od olszyn porastających brzegi potoku Jastrzębik i jest zdrobnieniem sąsiadującej z nią wsią Olszana. W rejestrach poborowych z 1581 i 1629 występuje nazwa Mała Olszanka. Jan Długosz w „Liber beneficiorum dioecesis Cracoviensis” podaje nazwę Olschanka.

## Historia
Pierwsze wzmianki o powstaniu wsi pochodzą z lat 1470–1480. Wieś duchowna Olszanka Mała, własność klasztoru klarysek w Starym Sączu, położona była w drugiej połowie XVI wieku w powiecie sądeckim województwa krakowskiego. Znajdowała się tu karczma. Swoje posiadłości posiadały też starosądeckie Klaryski. Po odebraniu dóbr klasztorowi osiedliło się tu kilka rodzin niemieckich.
W XVII wieku przechodził tędy ze swoim wojskiem król polski Jan III Sobieski. Istnieje legenda mówiąca, że ugrzązł on w błocie wraz ze swoim wojskiem. Nie mogąc się wydostać zaczęto modlić się do Matki Boskiej o pomoc. Zostali wysłuchani. Na pamiątkę tego zdarzenia ustawiono w tym miejscu kapliczkę.
W 1887 z inicjatywy mieszkańców powstała szkoła, świadczą o tym najstarsze zapiski z kroniki szkolnej.
W 1943 założona została Ochotnicza Straż Pożarna. W latach 1982–1983 wybudowany został kościół. Wierni Kościoła rzymskokatolickiego należą do miejscowej parafii NMP Królowej Polski.
W latach 1975–1998 miejscowość położona była w województwie nowosądeckim.

## Zabytki
- Kaplica św. Jana Chrzciciela – kaplica murowana, otynkowana, kryta blachą, zamknięta półkoliście. Dach dwuspadowy z kwadratową wieżyczką z sygnaturką. Wewnątrz ołtarzyk, a w centralnym jego polu obraz św. Jana Chrzciciela chrzczącego Chrystusa. Po lewej stronie znajduje się rzeźba Jezusa Chrystusa.

## Demografia
Ludność według spisów powszechnych, w 2009 według PESEL.

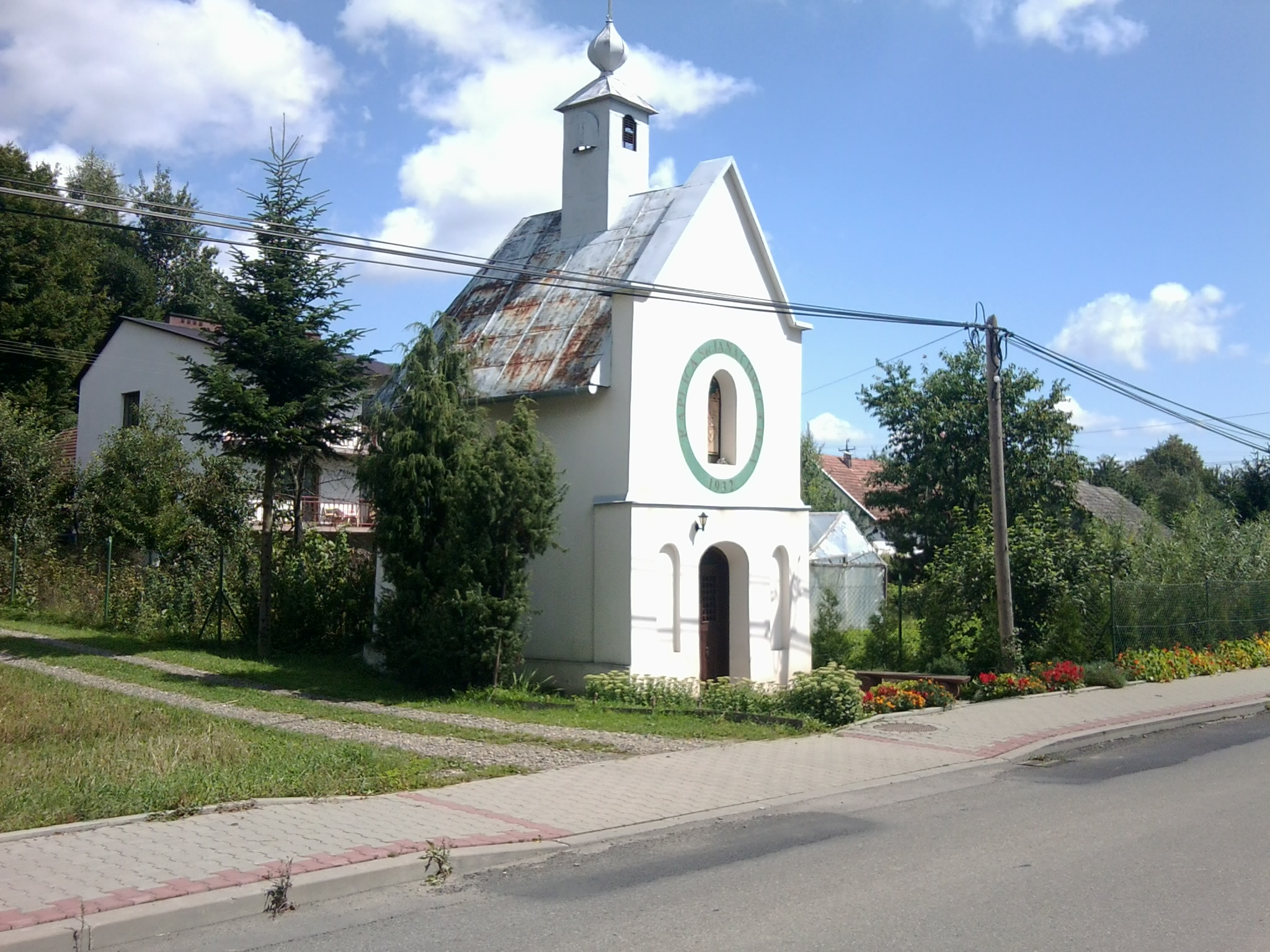
Kaplica św. Jana Chrzciciela

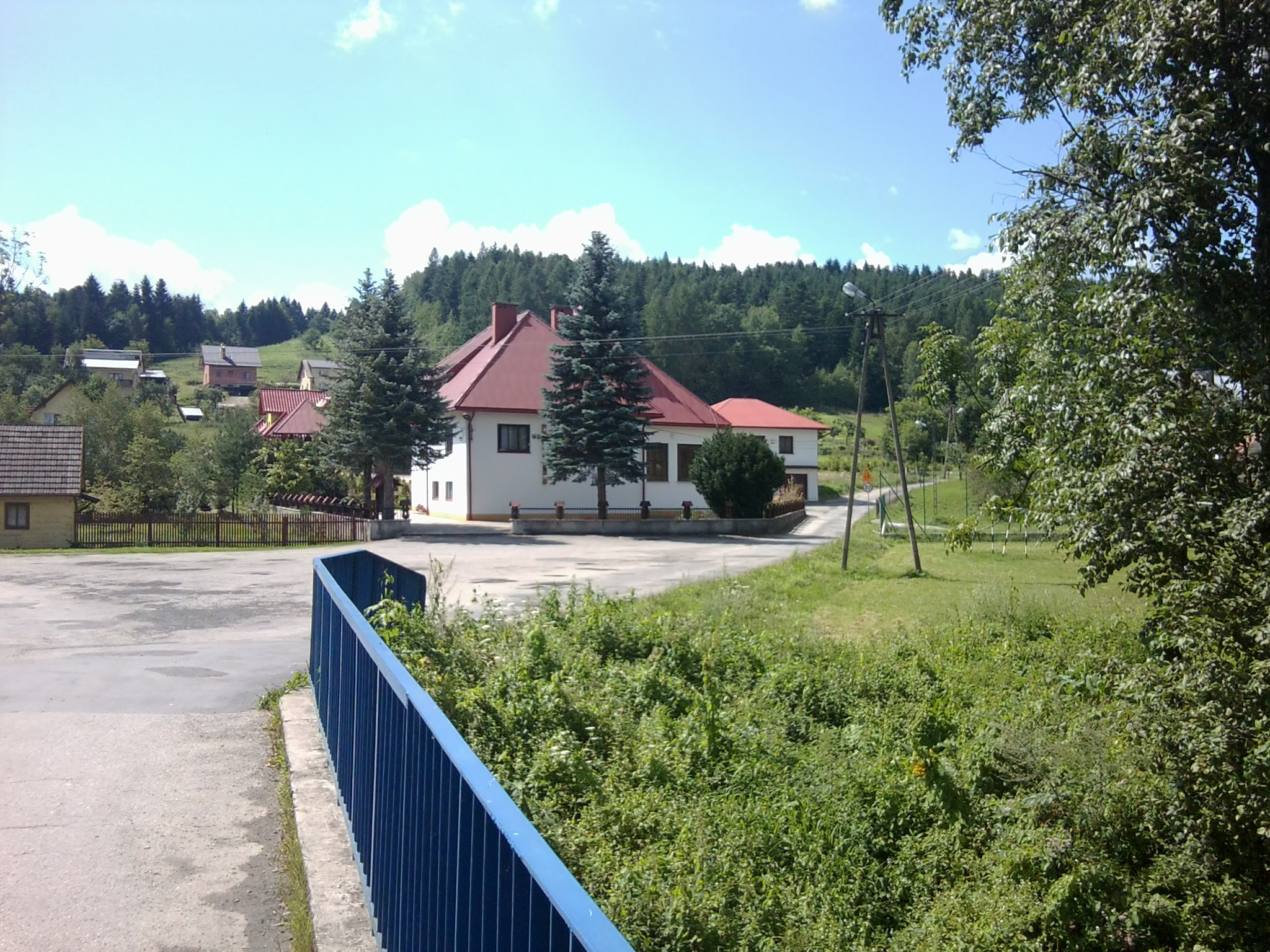
Kościół NMP Królowej Polski

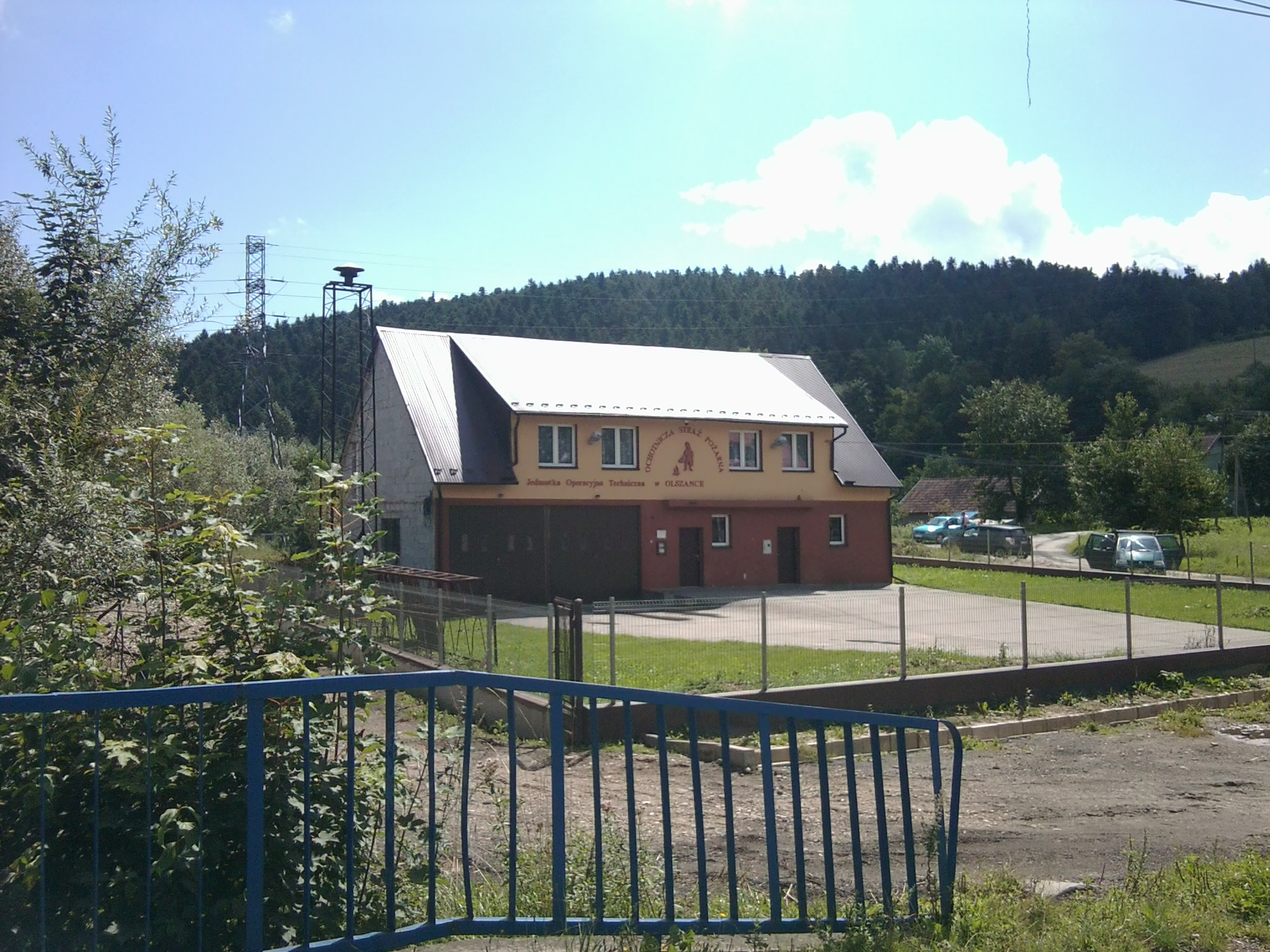
Remiza OSP

| Rok    | 1900 | 1921 | 1931 | 2002 |
| Liczba | 68   | 74   | 76   | 107  |

## Edukacja
- Szkoła Podstawowa im. Świętej Kingi w Olszance

## Sztuka
W Olszance w 1952 roku urodził się artysta malarz Kazimierz Twardowski. Ukończył liceum plastyczne w Tarnowie i studia na wydziale Sztuk Pięknych Uniwersytetu w Toruniu, uzyskując w 1977 roku dyplom z malarstwa. Członek Związku Polskich Artystów Plastyków, współzałożyciel i członek zarządu Ogólnopolskiego Stowarzyszenia Akwarelistów Polskich w Warszawie. Laureat licznych nagród i wyróżnień. Jego obrazy prezentowano na około 60 wystawach w Polsce i na świecie. Obrazy w zbiorach muzealnych i kolekcjach prywatnych w Polsce i za granicą, m.in. w Niemczech, Austrii, Holandii, Japonii, Kanadzie, Meksyku, Norwegii i Francji. Obecnie mieszka w sąsiednich Naszacowiach gdzie wraz z żoną prowadzi Wiejską Galerię Malarstwa Kazimierza Twardowskiego.
W Olszance urodziła się Maria Wnęk, malarka należąca do przedstawicieli sztuki z kręgu art brut. Jej prace znajdują się w zbiorach Państwowego Muzeum Etnograficznego w Warszawie, Muzeum Etnograficznego im. Seweryna Udzieli w Krakowie, Muzeum Ziemi Sądeckiej, Muzeum Etnograficznego w Toruniu, Muzeum Śląskiego w Katowicach oraz Collection de l’Art Brut w Lozannie, American Visionary Museum w Baltimore i Art & Marges Museum w Brukseli.

## Ochotnicza straż pożarna
Historia
OSP Olszanka założona została w 1943 przez Edwarda Siwulskiego, Wojciecha Olchawę, Józefa Zbożnia. Pierwsza remiza mieściła się w budynku pożydowskim – starej karczmie. Oprócz walki z żywiołami, założeniu OSP towarzyszył również inny powód – ochrona młodych ludzi przed wywozem na przymusowe roboty do Niemiec. W latach 1963–1964 wybudowano nową remizę. W 1992 rozpoczęto rozbudowę remizy, dobudowując do obecnego budynku dwa garaże, a dotychczasowy garaż zaadaptowano na kuchnię. W 1993 jednostka obchodziła jubileusz 50-lecia powstania, z tej okazji OSP została uhonorowana sztandarem. W 2006 została włączona do Krajowego Systemu Ratowniczo-Gaśniczego. Również przy OSP
powołano Jednostkę Operacyjno-Techniczną. 8 czerwca 2008 jednostka obchodziła jubileusz 65-lecia powstania. Specjalnie na te uroczystości dokonano remontu budynku remizy.
Wyposażenie
Na wyposażeniu jednostki znajdują się: trzy samochody pożarnicze: Magirus GBA 2.5/16 oraz Mercedes Benz Atego 1530 GBARt 3,5/35,SLOp Mercedes Benz Vito, quad, dwie motopompy PO 5, motopompę szlamową, agregat prądotwórczy, piłę spalinową, aparaty powietrzne oraz inne podstawowe sprzęty ratownicze i gaśnicze.